# Flaga Krapkowic
Flaga Krapkowic – jeden z symboli miasta Krapkowice oraz gminy Krapkowice w postaci flagi.

## Wygląd i symbolika
Flaga Krapkowic zaprojektowana została jako prostokątny płat tkaniny o proporcjach boków 5:8. Tło koloru błękitnego. W lewej części umieszczony wizerunek połowy orła i połowy koła wozowego jak na herbie Krapkowic.
Wcześniejsza flaga Krapkowic obowiązująca do 2016 roku, była o proporcjach boków 3:5 oraz koloru żółto-niebieskiego.